# Renault Type KH
Der Renault Type KH war ein Personenkraftwagenmodell der Zwischenkriegszeit von Renault. Er wurde auch 12 CV genannt.

## Beschreibung
Die nationale Zulassungsbehörde erteilte am 28. November 1922 seine Zulassung. Das Modell löste den Renault Type JM ab. 1923 endete die Produktion ohne Nachfolger. Der folgende Renault Type LS hatte einen größeren Motor.
Der wassergekühlte Vierzylindermotor mit 80 mm Bohrung und 140 mm Hub hatte 2815 cm³ Hubraum. Die Motorleistung wurde über eine Kardanwelle an die Hinterachse geleitet. Die Höchstgeschwindigkeit war je nach Übersetzung mit 44 km/h bis 60 km/h angegeben.
Bei einem Radstand von wahlweise 319,5 cm bzw. 338,8 cm und einer Spurweite von 144 cm war das Fahrzeug  wahlweise 419 cm bzw. 438,3 cm lang und 165,5 cm breit. Der Wendekreis war mit 13 Metern angegeben. Das Fahrgestell wog 1150 kg. Zur Wahl standen Tourenwagen und Limousine.
Beide Fahrgestelle kostete 27.000 Franc ohne Vorderradbremsen. Folgende Basispreise der einzelnen Karosserien sind überliefert: Mit dem kurzen Fahrgestell 33.000 Franc für einen Tourenwagen mit sechs Sitzen, 39.000 Franc für eine Coupé-Limousine mit sechs Sitzen und 40.000 Franc für eine Limousine mit vier Sitzen. Mit dem langen Fahrgestell kostete der sechssitzige Tourenwagen 35.000 Franc und die sechssitzige Coupé-Limousine 40.000 Franc. Der Aufpreis für Vorderradbremsen betrug generell 2000 Franc.
Abbildungen zeigen die Fahrzeuge mit einer Motorhaube, die genauso breit und hoch ist wie der dahinter befindliche Kühler.